# Malabang

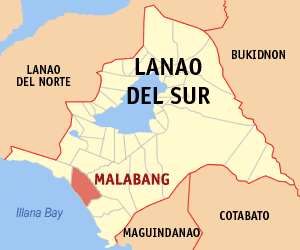
Bản đồ Lanao del Sur với vị trí của Malabang

Malabang là một đô thị hạng 4 ở tỉnh Lanao del Sur, Philippines. Theo điều tra dân số năm 2000 của Philipin, đô thị này có dân số 33.177 người trong 4.883 hộ.

## Các đơn vị hành chính
Malabang được chia ra 37 barangay.
| - Bacayawan - Badak Lumao - Bagoaingud - Bunkhouse - Boniga - BPS Village - Betayan - Campo Muslim - China Town - Corahab - Diamaro - Inandayan - Cabasaran (South) - Calumbog | - Lamin - Mable - Mananayo - Manggahan - Masao - Montay - Pasir - Rebocun - Sarang - Tacub - Tambara - Tiongcop | - Tuboc - Matampay - Calibagat - Jose Abad Santos - Macuranding - Matalin - Matling - Pialot - Sumbagarogong - Banday - Bunk House - Madaya |